# Ferdinand Tönnies
Ferdinand Tönnies (Oldenswort, 26 de julio de 1855 - Kiel, 9 de abril de 1936), fue un sociólogo alemán, miembro fundador de la Asociación alemana de sociología en 1909.
Famoso por su distinción de comunidad y sociedad (Gemeinschaft und Gesellschaft, 1887), conceptos que originan diferentes tipos de relaciones sociales según el tamaño de la población y su grado de complejidad en la división social del trabajo. Las comunidades no necesitan del Derecho para regir sus relaciones, al contrario que las sociedades. El pueblo o el campo están caracterizados por relaciones sociales personales y afectivas. Instituciones sociales representativas de este tipo de relación son la familia y la iglesia. En contraste con las relaciones impersonales e instrumentales propias de una ciudad o gran urbe. En este caso la fábrica es la institución social representativa. Una conclusión es que cuando la división del trabajo es más compleja, más competitivas e individualistas se vuelven las relaciones entre las personas.

## Vida
Ferdinand Tönnies nació en una familia de granjeros en Schleswig-Holstein, ciudad que se encontraba bajo dominio danés. Estudió en las universidades de Jena, Bonn, Leipzig, Berlín, y Tubinga. Se recibió con un doctorado en Tubinga en 1877. Cuatro años después se convirtió en profesor particular de la Universidad de Kiel. Hasta 1913 no sería nombrado titular de cátedra ya que era considerado socialdemócrata por el gobierno de Prusia, por haber simpatizado con las huelgas obreras de 1896 en Hamburgo. Pero solo se mantuvo en este puesto durante 3 años. Volvió como profesor emérito en 1921 y enseñó hasta 1933 cuando fue expulsado por los nazis, debido a las críticas que les había hecho en sus primeras obras.
Tönnies publicó más de 900 trabajos y contribuyó a varias áreas de la sociología y la filosofía. Muchos de sus trabajos sobre teorías sociológicas, incluyendo Gemeinschaft und Gesellschaft (1887), fueron precursores de la Sociología Moderna. Acuñó el concepto de Voluntarismo, y contribuyó también al estudio del cambio social, particularmente en la opinión pública, costumbres y tecnología, crimen, y suicidio. Tenía un gran interés en las metodologías, especialmente en la estadística y la investigación sociológica, inventando la técnica de la asociación estadística.[cita requerida].

## Comunidad y sociedad
La más célebre distinción sociológica entre los conceptos de comunidad y sociedad se debe a Ferdinand Tönnies (1855-1936), quien había estudiado numerosas disciplinas doctorándose en filología clásica. En 1921 fue nombrado profesor emérito de la Universidad de Kiel, donde había enseñado economía política y filosofía, emeritaje que desempeñó hasta 1933, año en que fue expulsado por los nazis debido a su militancia activa en el Partido Socialdemócrata alemán, al que se había afiliado el año anterior, tras haber permanecido en el socialismo independiente durante toda su vida. Su orientación hacia la filosofía política se centró en el estudio de Hobbes y Marx. Introductor de la estadística en la sociología, crítico del "culto a Nietzsche", y realizador de estudios sobre las ideas políticas -la democracia, la paz, la representatividad, el socialismo- y de estudios filosóficos -sobre Hegel y Spinoza, además de Hobbes y Marx-, su eclecticismo y multidisciplinariedad no le impidió centrarse en el estudio de la cohesión social y del conflicto social.
Tönnies se preocupó de estudiar los lazos comunitarios que unen a las minorías étnicas, aspecto olvidado por los estudios de cohesión social de índole positivista y marxista. Su más importante contribución a la sociología fue su análisis y descripción de dos tipos básicos de organización social: la organización social natural (organicismo) de la que hablaba Aristóteles partiendo de la sociabilidad del hombre (comunidad); y la organización social artificial (mecanicismo) o contractual de la que habló Hobbes (sociedad) partiendo de la insociabilidad del hombre y de la necesidad de un acuerdo de paz. Planteamientos que forman el tema central de su vida científica y que son tratados en su libro "Comunidad y sociedad".
Tönnies llama comunidad al conjunto social orgánico y originario opuesto a la sociedad. En su artículo Gemeinschaft und Gesellschaft, publicado en el Handwörterbuch der Soziologie, editado por A.Vierkandt (1931), y en el cual resume las doctrinas expuestas en su libro del año 1887, Tönnies define la comunidad (Gemeinschaft) como el tipo de asociación en el cual predomina la voluntad natural. La sociedad (Gesellschaft) es, en cambio, aquel tipo de comunidad formado y condicionado por la voluntad racional. Tönnies señala que no se trata de realidades, sino de tipos ideales, pues toda agrupación humana participa por así decirlo de los dos caracteres mencionados en proporciones diversas y cambiantes. Y en el primer capítulo de su citado libro Tönnies había opuesto la comunidad en tanto que agrupación caracterizada por su vida real y orgánica, a la sociedad en tanto que agrupación o estructura de carácter mecánico. La contraposición entre lo orgánico y lo mecánico está, así, en la base de la sociología de Tönnies, pero el desarrollo en detalle de sus tesis no permite suponer que se trata de una contraposición abstracta; solo los hechos histórico-sociológicos permiten dar, a su entender, un contenido significativo a dicha concepción.
La comunidad posee una estructura cuya unidad no es el producto de una adición o suma de elementos, sino un conjunto que, al surgir espontáneamente, posee todos los caracteres de una totalidad orgánica, en tanto que la sociedad es el resultado del predominio de los elementos mecánicos, artificiales y racionales que sustituyen las unidades originarias de la familia, de la tribu y de la aldea por los conjuntos construidos mediante una reflexión consciente sobre los fines, como la gran ciudad o el Estado.
Los economistas liberales como Vilfredo Pareto o Max Weber introdujeron la noción de acción social (racional e individual) como la unidad de observación de los estudios sociales. Noción que iba a ser problematizada inmediatamente por Tönnies, Durkheim o Freud. Esta generación de pensadores sociales se moverá en torno a la crítica y revisión de los postulados modernos positivistas, como la fe en el progreso o la confianza en el hallazgo seguro de las leyes de la historia. Y sin embargo todos ellos aceptarán, con más o menos reticencias, a la subjetividad como elemento esencial para elaborar sus teorías socioculturales. Así es como Tönnies englobará bajo el concepto de voluntad (Wille) las tendencias humanas subjetivas de orientación hacia los otros seres, que considera no reducibles a los imperativos biológicos. A diferencia de Freud, por ejemplo, que, en Más allá del principio del placer (1920) identificaría, a partir de la biología, dos tendencias operantes en todos los órdenes de la existencia, el Eros (principio libidinal primordial) y el instinto de muerte, como principios tanto cosmológicos, como biológicos, culturales o psicológico-individuales.
Si la pasión, el deseo y la fe dominan a los componentes más raciocinantes y especulativos de la conciencia nos encontramos con lo que Tönnies llama la "voluntad natural" o "esencial", Wesenwille, mientras que si lo que predomina es la deliberación, el cálculo, la manipulación y la evaluación crítica de las situaciones, lo que tenemos es una "voluntad racional-instrumental" o Kürwille (Gemeinschaft und Gesellschaft 1887. Trad.esp. Comunidad y Sociedad, 1947. Libro II, sección I). Freud tenía tres instancias, yo, ello y superyó, entre las que dividir las tendencias subjetivas humanas, de las que tan solo la débil instancia consciente detentaba el carácter racional. Tönnies hace hincapié -como el resto de los pensadores sociales- en que sus dos modos principales de expresión de la conducta humana no se encuentran nunca en estado puro. Las clasificaciones las realiza el investigador para facilitar el análisis de lo complejo aislando parcelas que conforman una unidad, quedando claro que en la resultante de la acción social participan todas las instancias analizadas en mayor o menor medida. La conducta no es nunca ni totalmente apasionada y vacía de todo cálculo (en Freud los sueños sí que podrían tener este carácter, el del ello) ni totalmente instrumental y racional, desprovista de pasiones, creencia y valores.

Los dos modos de estructuración social que surgen, respectivamente, de la "voluntad natural" y de la "voluntad racional-instrumental" son la "comunidad" y la "sociedad". Históricamente la predominancia del segundo sigue a la del primero y generalmente conviven en tensión constante, por lo que no son modos que se excluyan mutuamente. 

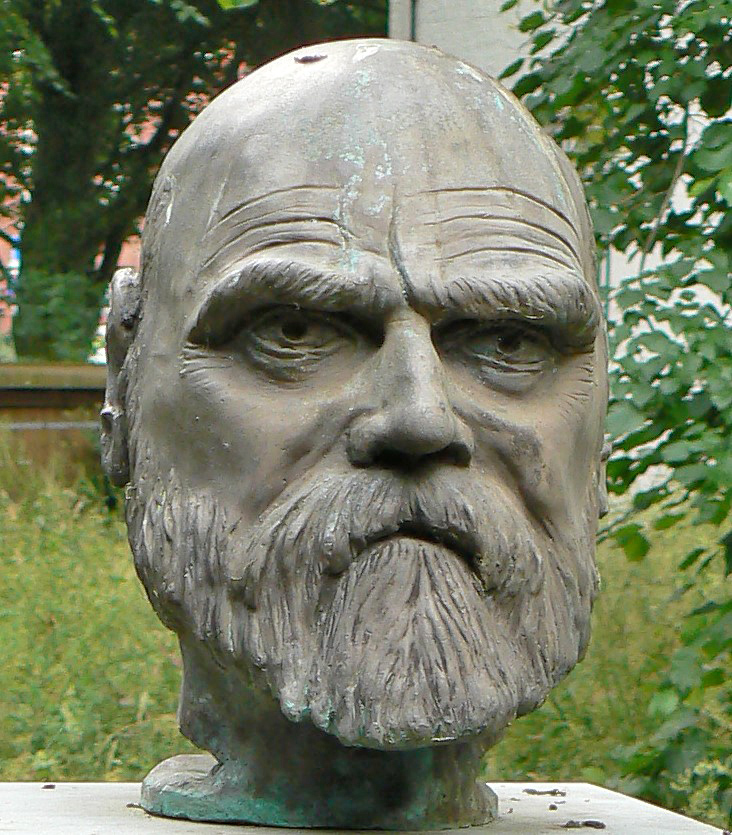
Busto homenaje a Ferdinand Tönnies.

La dialéctica entre los conceptos de cohesión social y conflicto social entran aquí en juego. Pero no puede atribuirse a la comunidad el aspecto cohesionador y a la sociedad el aspecto disgregador, sino que en ambos polos de la dualidad tendrán que ser localizados aspectos integradores y disgregadores. Ciertamente frente a las cohesiones comunitarias el capitalismo ha ejercido de elemento disgregador, pero no por ello habría de considerarlo como un factor permanente y completamente disgregador, ya que por otra parte, el mercado contribuye a crear también interrelaciones, aunque puede ser mayor y más respetable lo que destruye que lo que crea.
Las relaciones comunitarias son de ligamen afectivo, personal, clánico, familiar, tribal, hasta nacional o nacionalista. Las relaciones asociativas son instrumentales, racionales, estratégicas, tácticas. En las primeras los hombres se tratan los unos a los otros como fines en sí, en las segundas como medios para conseguir ciertos fines. La familia es una comunidad mientras que una fábrica es una asociación. La nación es un concepto comunitario mientras que el estado es un concepto social. Ello no significa que no sean dos tendencias que coexisten en conflicto permanente, entrecruzándose, mezclándose, entrelazándose y generando las realidades sociales. Así, un gobierno (estado, asociación) puede apelar a los sentimientos patrióticos (comunitarios) de sus ciudadanos, dándose la manipulación instrumental y racional de las masas movidas por sentimientos comunitarios. Tönnies plantea la relación entre las dos voluntades y las dos tendencias sociales de forma dialéctica y compleja.
La ciencia y el positivismo, en continuidad con el paradigma ilustrado, piensan que siempre hay un núcleo de racionalidad no contaminado por las pasiones, creencias o valores. Mientras que las vertientes filosóficas y sociológicas que se han venido denominando postmodernidad, declaran que no hay nada que esté ausente de condicionamientos extra-racionales. Tönnies uno de los primeros en destruir la radical dicotomía entre razón y pasión, para proponer entender a ambos conceptos en términos de una polaridad en tensión constante entre dos tendencias divergentes. La dicotomía razón/pasión se parece demasiado a la división alma/cuerpo de la teología tradicional como para no sospechar que sea el resultado del más llano proceso de secularización.

## Tipos ideales
Los conceptos de comunidad y sociedad son tipos ideales forjados ex-profeso para el análisis simple de todos los complejos y no términos empírico-descriptivos. Cuando el sociólogo afirma que son éstos componentes de toda sociedad, herramientas analíticas, los trata y presenta adecuadamente, pero cuando extrapola la distinción analítica a la realidad histórica anunciando la extensión de la Gesellschaft en detrimento de la Gemeinschaft los trata como si fuesen algo más que una distinción analítica, como si correspondiesen a categorías ontológicas.
Max Weber intentará salir de las dicotomías simplistas al distinguir la acción racional "sustancial" de la "formal", y subdividir la acción social general en su famosa cuatripartición: a) tradicional, b) afectiva, c) racional en cuanto a los valores y d) racional en cuanto a los fines, es decir, instrumental.
El interés de Tönnies por Hobbes fue el que le llevó a la necesidad de ver el aspecto artificioso, instrumental y arquitectónico de toda sociedad, cuyo orden es impuesto por el poder del estado, de una clase dominante o de ciertas élites en la cúspide de las instituciones; e incluso por la confluencia de todos esos grupos de presión.
Las distinciones entre grupos primarios y grupos secundarios (Charles Cooley), entre familia y mercado, o entre sagrado y secular (Robert E.Park), entre relaciones de sentimiento y relaciones de interés (Theodore Abel), o entre la sociedad folk y la sociedad urbana (Robert Redfield), entre coaliciones unidimensionales y coaliciones pluridimensionales (Eric R.Wolf), o entre relación simple y relación múltiple (Max Gluckmann), proceden todas ellas de la dicotomía tönnesiana.
Talcott Parsons elaboró una tipología clasificando los tipos de colectividades posibles según la combinación de uno o más rasgos que se expresan en parejas antagónicas: afectividad-neutralidad afectiva; colectividad-individualidad; particularismo-individualismo; calidad-prestación; difusión-especificidad. Los primeros rasgos remiten a la idea de comunidad, mientras que el conjunto de los segundos términos remite a la de sociedad; en el sentido de Tönnies.
Émile Durkheim elaboró también una tipología de las comunidades que dependía de la naturaleza del vínculo social surgido con la expresión jurídica (institucionalismo) dominante en cada tipo. Así distinguiría entre dos grandes grupos: a) Las leyes de las comunidades primitivas, que serían represivas y propias de una solidaridad mecánica orientada a la venganza y b) Las leyes de las comunidades civilizadas, que serían cooperativas y propias de una solidaridad orgánica orientada a la reparación del daño causado. A diferencia de Tönnies, Durkheim invertirá la posición de lo orgánico y lo mecánico otorgando el calificativo organicista a la sociedad moderna y el mecanicista a las sociedades premodernas. A partir de dicha división el sociólogo trazaría su teoría positivista de la evolución social como el paso de la solidaridad mecánica de los primitivos hasta la solidaridad orgánica de los civilizados. La experiencia antropológica contemporánea (Levy-Strauss), sin embargo, ha demostrado que la distinción durkhemiana está invertida, y que es en los pueblos denominados primitivos en quienes predominaba la comunidad legislativa y cooperativa de la reparación, frente a la comunidad del Occidente técnicamente desarrollado, en la que predomina la comunidad legislativa y represiva de la venganza (Foucault).

## Críticas
La gran amplitud de cada término de la dicotomía tönnesiana ha llevado a la necesidad de precisar y diferenciar los fenómenos variables que se presentan juntos y sería necesario distinguir. Así, Tönnies había olvidado diferenciar y tratar con rigor los fenómenos comunitarios de casta, raza, etnia y tribu, o estudiar los movimientos milenaristas, la conducta colectiva de las masas y, sobre todo, el nacionalismo.
A Tönnies se le han planteado generalmente cuatro críticas:
1. Su dicotomía es una secularización de alma/cuerpo: un dualismo metafísico.
2. Su explicación es idealista al plantear que es de la subjetividad humana (dúplice voluntad) de donde surge la duplicidad social (comunidad/sociedad) en lugar de a la inversa.
3. Su planteamiento dualista tiende a la condena a la irracionalidad a las comunidades y solo considera racionales a las sociedades. Esto equivale a mantener el etnocentrismo, tan combatido por los antropólogos contemporáneos.
4. Su dúplice tipología aglutina una enorme cantidad de fenómenos en cada polo que sería necesario distinguir.[cita requerida]

Partiendo de la distinción sociológica de F. Tönnies entre Gemeinschaft (comunidad afectiva organicista de sentimientos, emociones y deseos) y Gesellschaft (sociedad racional, mercantil y mecanicista), tendríamos a la antropología como disciplina que estudiaría las comunidades o culturas diferenciada de la sociología, que se centraría en el estudio de las sociedades industrializadas. Tal dicotomía presupone que el colectivo cultural se diferenciaría del colectivo social en que el primero no sería consciente de los vínculos que le unen a su tribu, mientras que el segundo tendría plena consciencia de los elementos que componen su identidad grupal.

## Obras
- De Jove Ammone questionum specimen, Phil. Diss., Tübingen 1877
- Gemeinschaft und Gesellschaft. Abhandlung des Communismus und des Socialismus als empirischer Culturformen, ([1887]; [²1912 Gemeinschaft und Gesellschaft. Grundbegriffe der reinen Soziologie], Ferdinand Tönnies: Gemeinschaft und Gesellschaft. 1880-1935., hrsg. v. Bettina Clausen und Dieter Haselbach, De Gruyter, Berlin/Boston 2019 (Ferdinand Tönnies Gesamtausgabe, Band 2).
- Der Nietzsche-Kultus, [1897], Tönnies-Forum, Kiel ²2005
- Schiller als Zeitbürger und Politiker, Buchverlag der Hilfe, Berlin-Schöneberg 1905
- Strafrechtsreform, Pan, Berlín 1905
- Philosophische Terminologie in psychologisch-soziologischer Ansicht, Thomas, Leipzig 1906
- Die Sitte, Rütten & Loening, Frankfurt am Main 1909
- Die soziale Frage, [1907], Die soziale Frage bis zum Weltkriege, ed. Cornelius Bickel, Walter de Gruyter, Berlin/New York 1989
- Thomas Hobbes, der Mann und der Denker, 1910
- Der englische Staat und der deutsche Staat, Karl Curtius, Berlín 1917
- Weltkrieg und Völkerrecht, S. Fischer Verlag, Berlín 1917
- Theodor Storm, Karl Curtius, Berlín 1917
- Kritik der öffentlichen Meinung, [1922], 2002 (Ferdinand Tönnies Gesamtausgabe, XIV)
- Soziologische Studien und Kritiken, I-III, Jena 1924, 1926, 1929
- Einführung in die Soziologie, [1931], (Reprint: Edition Classic, VDM Verlag Dr. Müller 2006, ISBN 3-86550-600-3)
- Geist der Neuzeit, [1935], 1998 (Ferdinand Tönnies Gesamtausgabe, tom. 22, ed. Lars Clausen, Walter de Gruyter, Berlin/New York 1998, 3-223)
- Die Tatsache des Wollens, ed. Jürgen Zander, Duncker & Humblot, Berlín 1982
- Ferdinand Tönnies - Harald Höffding. Briefwechsel, ed. Cornelius Bickel/Rolf Fechner, Duncker & Humblot, Berlín 1989.

### Obras completas
- Ferdinand Tönnies Gesamtausgabe, ed. Lars Clausen et al., Berlin/New York: Walter de Gruyter 1998-, tom. 1-24
- Soziologische Schriften 1889-1905, ed. Rolf Fechner, Profil-Verlag, Munich/Vienna: Profil 2008
- Schriften und Rezensionen zur Anthropologie, ed. Rolf Fechner, Profil-Verlag, Munich/Vienna: Profil 2009
- Schriften zu Friedrich Schiller, ed. Rolf Fechner, Profil-Verlag, Munich/Vienna: Profil 2009
- Schriften und Rezensionen zur Religion, ed. Rolf Fechner, Profil-Verlag, Munich/Vienna: Profil 2010
- Geist der Neuzeit, ed. Rolf Fechner, Profil-Verlag, Múnich/Viena 2010
- Schriften zur Staatswissenschaft, ed. Rolf Fechner, Profil-Verlag, Múnich/Viena 2010
- Schriften zum Hamburger Hafenarbeiterstreik, ed. Rolf Fechner,  Profil-Verlag, Munich/Vienna 2011